# Zippo

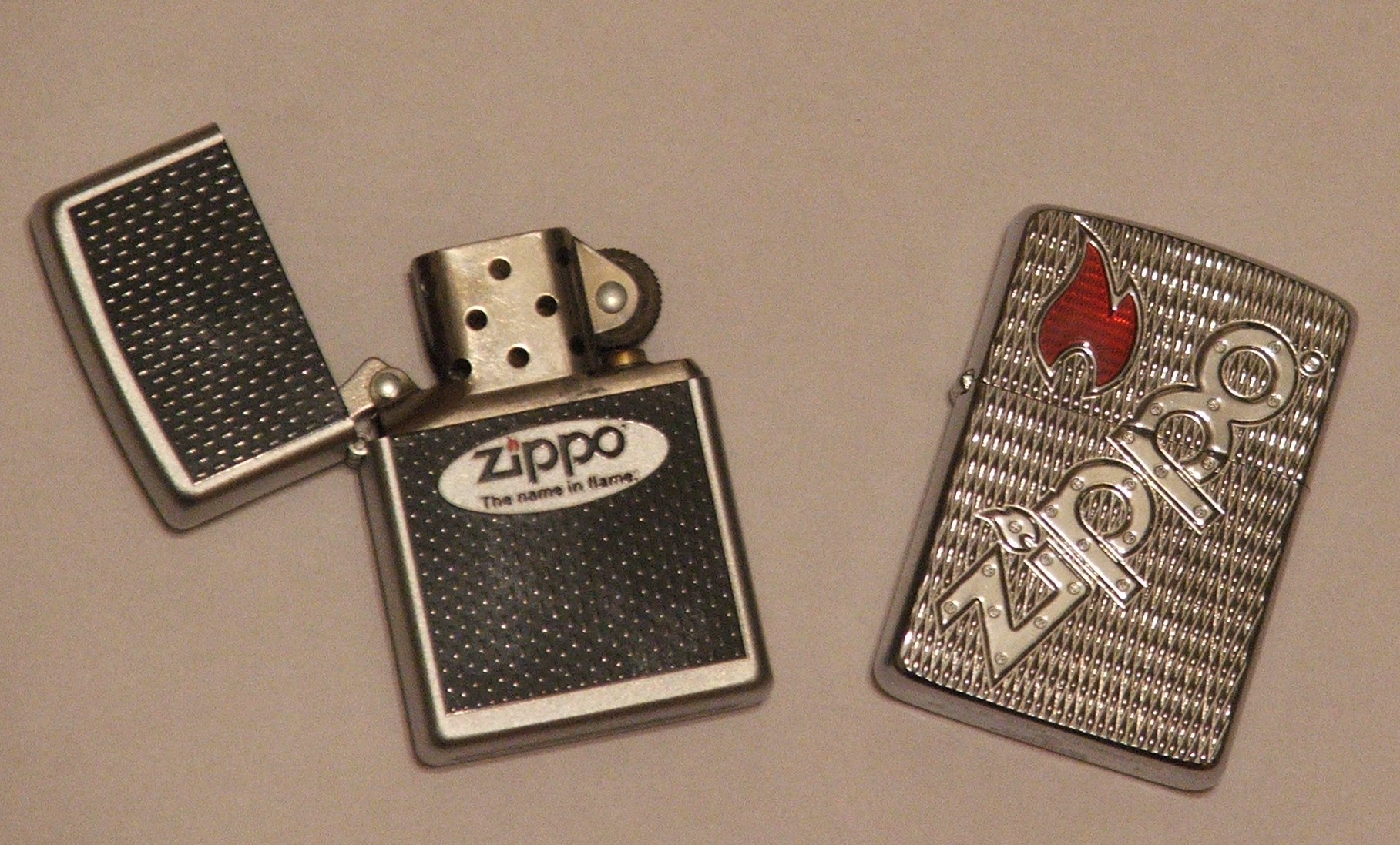
O brichetă Zippo

Zippo este o brichetă reîncărcabilă, de metal, creată de Zippo Manufacturing Company. De la apariția primei brichete, în 1932, au fost fabricate peste 400 de milioane de unități, în zeci de mii de modele. Sunt adesea colecționate de către persoane din întreaga lume, Zippo Manufacturing Company estimând numărul colecționarilor la peste 4 milioane doar în Statele Unite.
Sloganul firmei este „The Name in the Flame”.
Încă din perioada celui de-al Doilea Război Mondial, utilizatorii de Zippo au început să inventeze o multitudine de trucuri ce pot fi realizate cu brichetele, incluzând numere de prestidigitație, diferite metode de aprindere, de „reînviere” a flăcării etc.

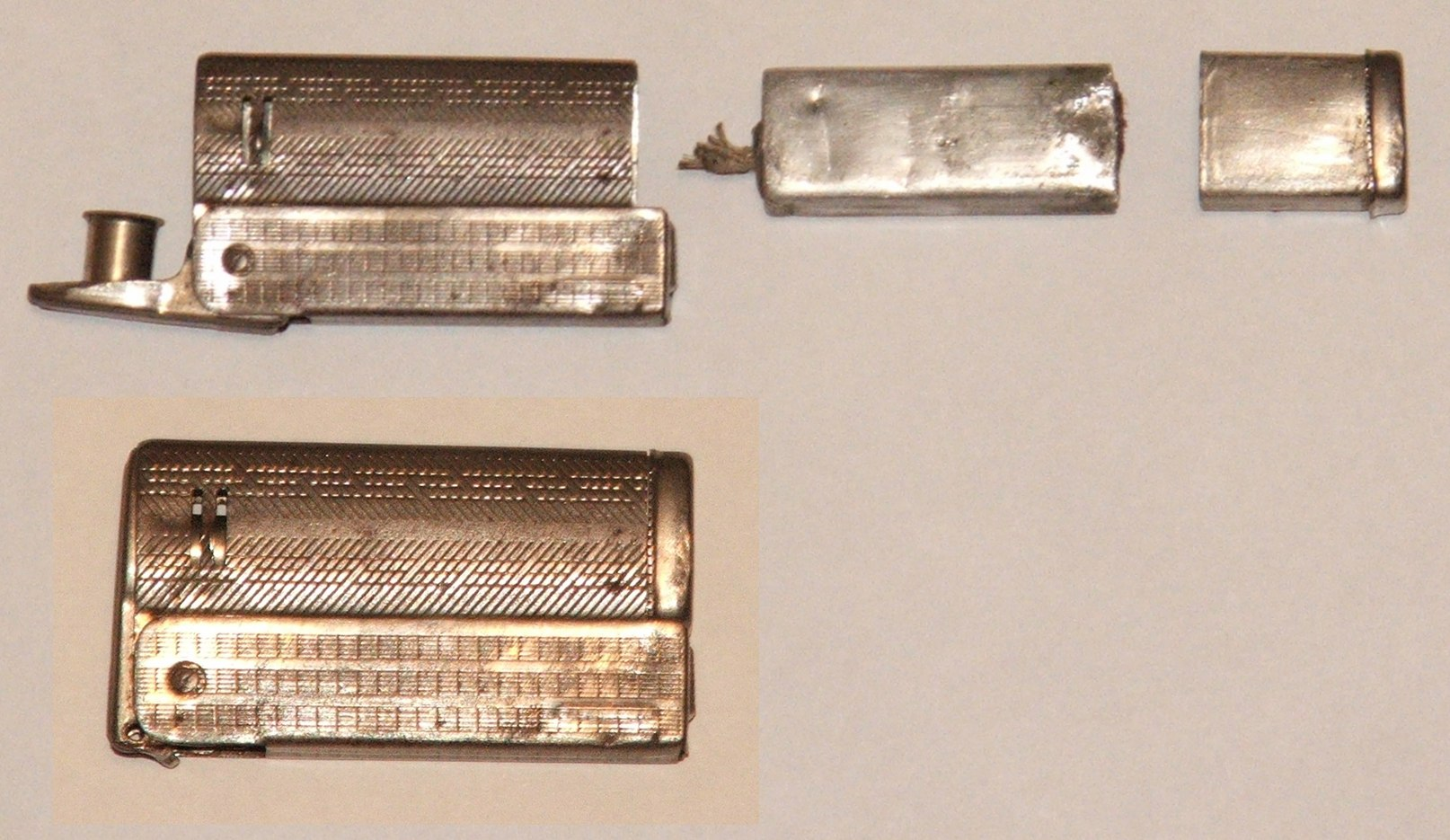
O variantă a modelului austriac după care a fost creată bricheta Zippo. Ca şi aceasta din urmă, foloseşte un fitil, o piatră fixată cu ajutorul unui arc, un capac pentru evitarea evaporării şi combustibil lichid.

## Istorie
Firma Zippo a fost fondată de George G. Blaisdell și este situată în orașul american Bradford, statul Pennsylvania. Prima brichetă a fost creată într-un garaj, după un model similar, austriac. Modelul a fost brevetat la 3 martie 1936.
Brichetele Zippo au devenit populare în Armata Statelor Unite, în special în timpul celui De-al Doilea Război Mondial, când Zippo a încetat temporar să mai fie fabricată pentru piețele de consum, brichetele fiind destinate exclusiv armatei americane. În prezent brichetele Zippo se regăsesc în dotarea standard a fiecărui soldat.
Prețul de vânzare recomandat de Zippo Manufacturing Company variază între 12,95 și 8.912,58 dolari, în funcție de material și de raritatea modelului. Primele brichete Zippo aveau un preț de vânzare de 1,95 dolari, în condițiile în care în anul 1932 Statele Unite se aflau în plină criză economică, iar suma în cauză ar fi putut asigura hrana pentru o întreagă familie.
În anul 2001, conform revistei IUP din toamna lui 2003, un model de Zippo datând din anul 1933 a fost vândut în Tokio pentru suma de 18.000 de dolari.
În anul 2002 Zippo Manufacturing Company a achiziționat o brichetă pentru suma de 12.000 de dolari, aceasta fiind expusă în muzeul propriu.

## Denumire
Numele brichetei provine, pur și simplu, de la faptul că inventatorului îi plăcea cum sună cuvântul zipper („fermoar”).

## Marcarea datei

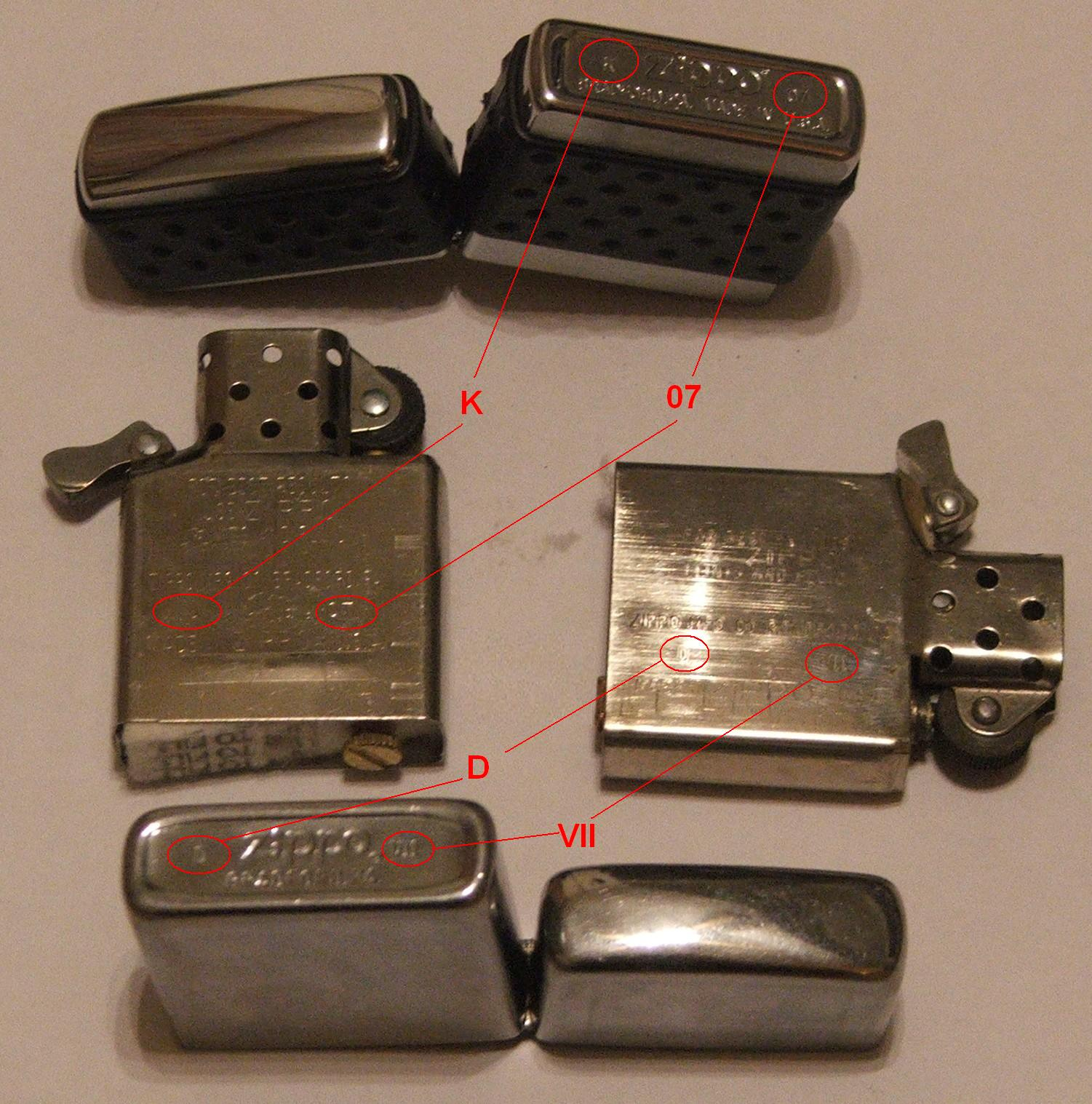
Diferite metode de codificare a anului şi lunii de fabricaţie ale unei brichete Zippo

De la mijlocul anului 1950, brichetele Zippo au început să fie marcate cu anul fabricației. Prima codificare presupunea folosirea punctelor, pentru a marca anii.
Între 1966 și 1973 punctele au fost înlocuite cu linii verticale (|). Între 1974 și 1981 codul conținea bare înclinate înainte (/). Între 1982 și iunie 1986 acestea au devenit bare înclinate înapoi (\).
Din iulie 1986 firma a început să folosească grupuri de coduri care indicau atât anul, cât și luna fabricației. În partea de jos a brichetei, în stânga, precum și în interior, era gravată o literă de la A la L, care desemna luna, după regula simplă A = ianuarie, B = februarie... L = decembrie. În partea dreaptă, o cifră romană arăta anul în care bricheta fusese turnată, începând de la cifra II, care reprezenta anul 1986. Astfel, o brichetă gravată „B VII” era creată în luna februarie a anului 1991.
În anul 2001 Zippo Manufacturing Company a modificat din nou sistemul de codare, înlocuind cifrele romane cu cele arabe, datorită ușurinței de folosire. În acest fel, marcajul „H 07” indică luna august 2007.
Neînțelegerea completă a sistemului de datare a unei brichete Zippo a dus la apariția unui mit oarecum comic, conform căruia cu cât litera era mai apropiată de începutul alfabetului, cu atât bricheta era mai valoroasă. C era mai bună decât D, E, F și așa mai departe, iar A era cea mai „bună”, brichetele fabricate în luna ianuarie a fiecărui an devenind, astfel, mult mai căutate.

## Garanție

Documentul care atestă garanţia pe viaţă a oricărei brichete Zippo. Este inclus în cutia cu care se livrează bricheta

Bricheta Zippo este recunoscută pentru garanția pe viață pe care o acordă compania. Aceasta înseamnă că dacă o brichetă se strică, indiferent cât de veche este sau câți proprietari a avut anterior, Zippo Manufacturing Company o repară gratuit sau o înlocuiește cu una nouă gratuit. Singura parte care nu se supune acestei garanții este finisajul exterior.

## Imitații
La fel cum au procedat și cu alte produse de top, chinezii s-au implicat activ în copierea brichetelor Zippo și producerea unor variante mult mai ieftine, dar incomparabil mai slabe calitativ. Imitațiile chinezești au cunoscut, însă, o evoluție cel puțin interesantă. Dacă la început diferența era vizibilă de departe, iar calitatea gravurilor nu lăsa urmă de îndoială asupra provenienței (cu toate că bricheta copia integral marcajul și sistemul de codare a datei fabricației), în prezent industria brichetelor chinezești care imită Zippo s-a dezvoltat atât de mult încât au apărut tehnologii performante de fabricare, iar copiile au fost înregistrate sub nume proprii, dintre care cele mai cunoscute sunt Star, Jintai, Victory ș.a.
Gravurile sau plăcuțele aplicate au detalii din ce în ce mai finisate, astfel încât mulți preferă achiziționarea uneia chinezești, pentru un preț de aproximativ 10-20 de ori mai mic, dar aproape la fel de frumoasă ca și un Zippo original.
Diferența vizibilă este reprezentată de grosimea carcasei, cele chinezești fiind destul de groase, fapt care afectează atât masa brichetei, cât și clicul pentru care a devenit faimoasă bricheta Zippo - sunetul este mai înfundat și mai scurt, nu atât de cristalin ca și cel original.
De asemenea, în prezent brichetele chinezești sunt ștanțate cu denumirea firmei proprii, nu reproduc marcajul Zippo Manufacturing Company și, evident, nu beneficiază de garanția pe viață.

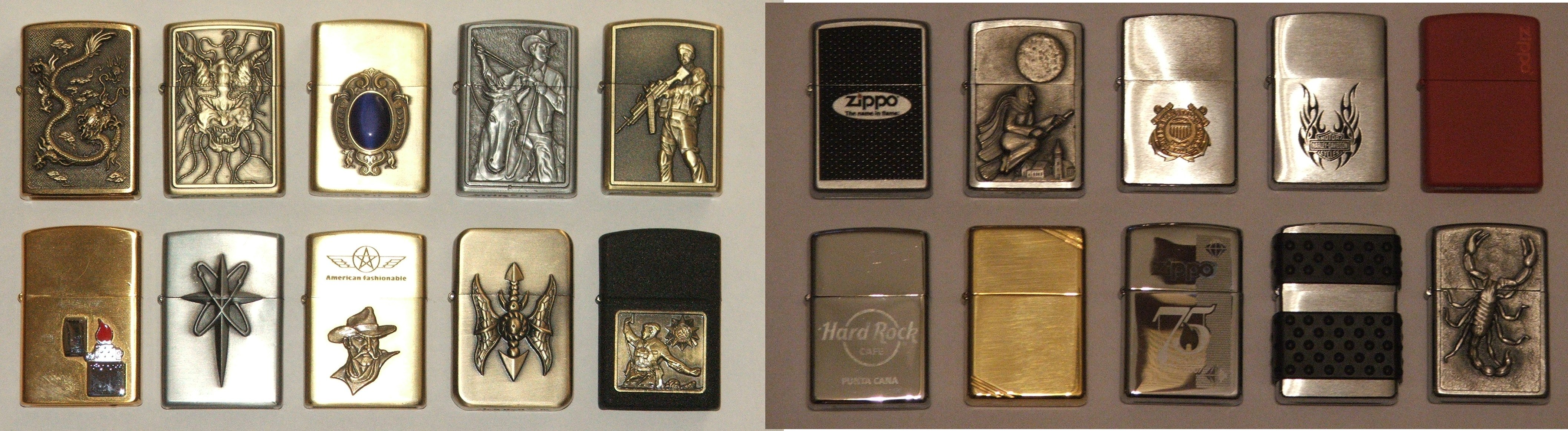
Brichete chinezeşti versus brichete Zippo. La nivel vizual, diferenţa este minimă